# Jean Victor
 (juin 2015).
Si vous disposez d'ouvrages ou d'articles de référence ou si vous connaissez des sites web de qualité traitant du thème abordé ici, merci de compléter l'article en donnant les références utiles à sa vérifiabilité et en les liant à la section « Notes et références ».
Jean Victor est un écrivain français, auteur des romans pour la jeunesse Les Chercheurs d'or de l'Alaska (1932) et Parmi les mangeurs d'hommes (1933).